# Schanze Pleinting

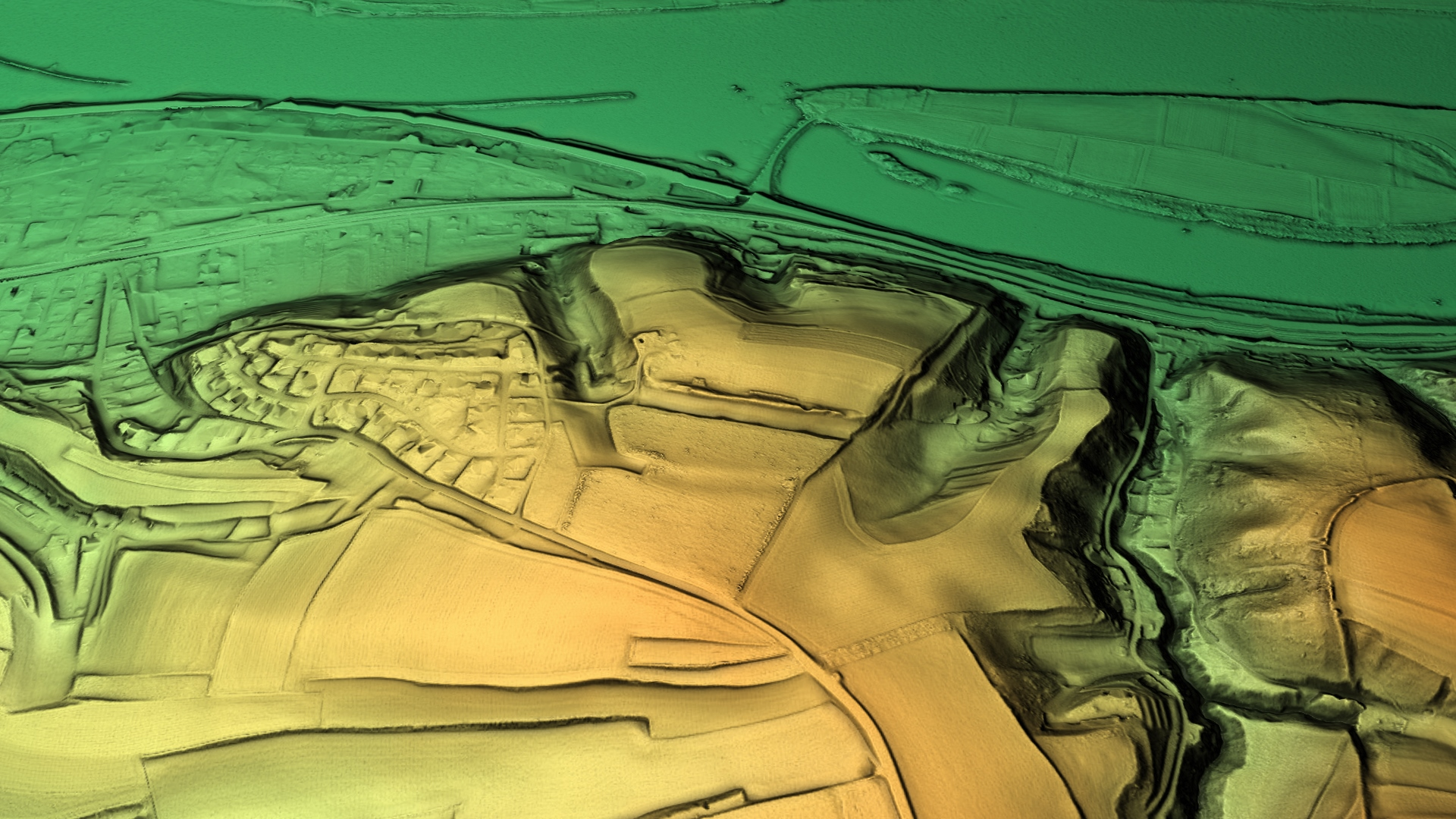
3D-Ansicht des digitalen Geländemodells

Die Schanze Pleinting ist eine abgegangene frühmittelalterliche Abschnittsbefestigung etwa 1100 Meter östlich der Kirche St. Stephanus von Pleinting, einem heutigen Stadtteil von Vilshofen an der Donau im Landkreis Passau in Bayern. Die Anlage wird als Bodendenkmal unter der Aktennummer D-2-7344-0115 im Bayernatlas als „Abschnittsbefestigung des frühen Mittelalters“ geführt. Die Anlage liegt am südlichen Ufer der Donau.

## Beschreibung
Von der ehemaligen Burganlage sind noch Wall- und Grabenreste erhalten. Das Abschnittswallsystem hat eine Länge von 200 m. Es trennt ein nach Norden zuerst allmählich und dann steil abfallendes trapezförmiges Areal zwischen zwei Kerbtälern gegen Süden ab. Im Norden sind durch landwirtschaftliche Nutzung Terrassen ohne Wehrcharakter ausgebildet worden. Die West- und Südostflanke ist durch künstliche Böschungen gesteilt. Der Innenraum der Anlage wird durch einen fast geradlinigen und in Ost-West-Richtung verlaufenden Wall gegen das weiter ansteigende Hinterland abgetrennt. Die Höhendifferenz vom inneren Wallfuß zur Wallkrone beträgt etwa 3 m. Im Westen ist der Wall auf eine Länge von 40 m vollständig abgegraben. Die Außenböschung fällt nicht in einem Zug zur Wallbasis ab, sondern bildet 1 bis 1,5 m darüber eine leicht geneigte Berme von ca. 5 m Breite, danach fällt die Böschung wieder um 2 bis 2,5 m bis zur Grabensohle ab. Die Außenböschung steigt wieder um 2,5 m an. Südlich liegt ein weiterer 17 bis 19 m breiter Graben, dessen Außenböschung bis zu 2,1 m ausmacht. Die Grabensohle ist 17 m breit und leicht nach Norden abfallend. An der Ostseite liegt eine schmale trapezförmige Vorzone, der ein 12 m langes Wallstück vorgelagert ist.